# Foxhall Newydd

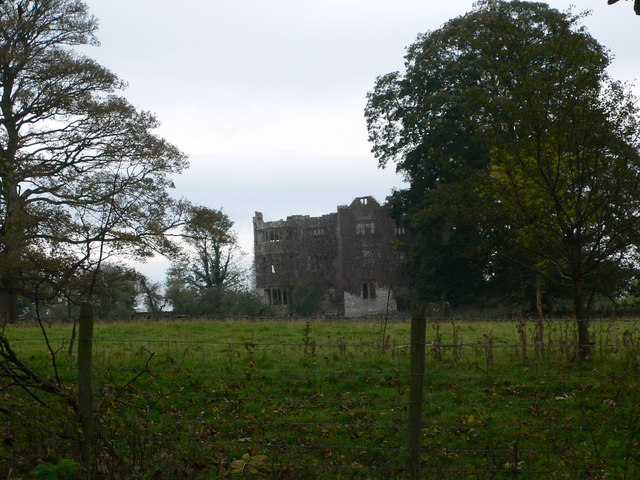
Foxhall Newydd

Foxhall Newydd é uma casa de campo listada de Grau I, a cerca de 1 km (0.62 mi) a sudeste de Henllan, Denbighshire, norte de Gales. A casa, planeada num plano H simétrico, teve a sua construção iniciada sob John Panton de Denbigh em 1592. Embora nunca tenha sido concluída e esteja em ruínas há mais de 150 anos, é descrito por Cadw como "um dos projectos mais ambiciosos e sofisticados de construção de casas elizabetanas no País de Gales". Tornou-se um edifício listado como Grau I no dia 24 de outubro de 1950.